# Moonage Daydream
"Moonage Daydream" é uma canção escrita por David Bowie em 1971 e lançada como single com a banda Arnold Corns. Uma versão regravada, com Bowie e sua banda de apoio The Spiders from Mars, foi lançada em 1972 no álbum The Rise and Fall of Ziggy Stardust and the Spiders from Mars.
A canção conta a história de um alienígena messiânico e sugere que seu destino é salvar o mundo da iminente catástrofe descrita na faixa "Five Years" assim como que sua sina é de ser um perfeito "amante da alma" ("soul lover"). Em termos de arco da história de The Rise and Fall of Ziggy Stardust and the Spiders from Mars, esta é uma das canções mais importantes, já que descreve a criação de Ziggy a partir de uma mistura de religião, romance, liberdade sexual, rebelião e paixão; ele se transforma no arquétipo de estrela do rock. 
Moonage Daydream: The Life and Times of Ziggy Stardust é o título de um livro escrito por Bowie e publicado em 2002 pela Genesis Publications. O livro documenta os anos de 1972 e 1973 e é completamente ilustrado por fotografias de Mick Rock. Bowie e Rock se conheceram em 1972 e formaram um relacionamento laboral e uma duradoura amizade. Consequentemente, Rock foi o único fotógrafo autorizado a registrar a carreira de Ziggy Stardust, que durou dois anos.

## Versão da Arnold Corns
A versão da Arnold Corns de "Moonage Daydream", gravada em 25 de fevereiro de 1971, foi lançada pela B&C como single no Reino Unido em 7 de maio de 1971. O Lado B era "Hang on to Yourself".
O line-up oficial da banda, liderada pelo designer de moda Freddi Buretti, era uma invenção completa; Buretti estava nas sessões de gravação, mas suas contribuições foram nulas se comparadas às de Bowie.
Esta versão também foi lançada como faixa bônus na reedição da Rykodisc de The Man Who Sold the World, em 1990, com letras alternativas ("Come on strong girl, and lay your heavy trip on me, the church of mad love is such a holy place to be..."). Também foi lançada no disco bônus da reedição Ziggy Stardust - 30th Anniversary, de 2002.

## Créditos de produção
Versão da Arnold Corns (gravada de fevereiro de 1971)
- Produtor:
  - David Bowie
- Músicos:
  - David Bowie: vocal, piano
  - Freddi Buretti: vocal
  - Mark Carr-Pritchard: guitarra
  - Peter DeSomogyi: baixo
  - Tim Broadbent: bateria, pandeiro

Versão de álbum (gravada em novembro de 1971)
- Produtor:
  - Ken Scott
- Músicos:
  - David Bowie: vocais, violão, saxofone, rranjos de cordas e de flauta
  - Mick Ronson: guitarra elétrica, piano
  - Trevor Bolder: guitarra, trompete
  - Mick "Woody" Woodmansey: bateria